# Zona reticular

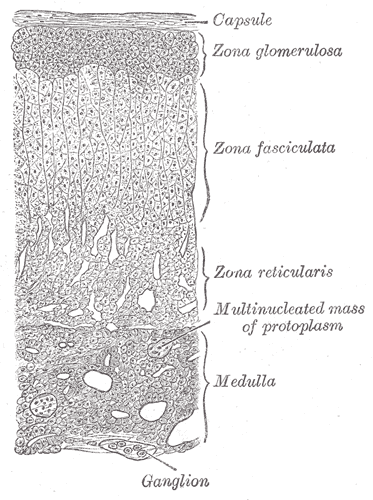
Camadas da glândula supra-renal

A zona reticular é a camada mais interna do córtex adrenal, encontrando-se entre a zona fasciculada e a medula adrenal. É composta por células de aspecto esponjoso (devido à abundância de gotículas lipídicas), ricas em mitocôndrias e retículo endoplasmático liso. Esta região é especializada na produção de andrógenos adrenais, particularmente DHEA (e sua forma sulfatada) e androstenediona, que exercem papéis importantes na maturação sexual, metabolismo e resposta ao estresse.

## Desenvolvimento embrionário
O córtex adrenal origina-se do mesoderma intermediário da parede posterior do embrião. Por volta da 5ª semana de gestação, células mesoteliais proliferam e formam a célula cortical fetal, que será substituída progressivamente pela célula cortical definitiva a partir da 8ª semana. A zona reticular se diferencia tardiamente — principalmente após o nascimento — e atinge maturidade funcional por volta dos 6 a 8 anos de idade, quando ocorre a adrenarca: processo de reativação funcional da zona reticular que leva ao aumento da produção de andrógenos.. 

## Função
Sua importância funcional principal é na produção de hormônios precursores de andrógenos, os quais por si só possuem atividade androgênica fraca, mas que são metabolizados para formar testosterona e estradiol em tecidos periféricos. A produção destes hormônios na zona reticular é regulada pelo hormônio adrenocorticotrófico (ACTH), secretado pela hipófise anterior, o qual também responsável pela síntese de glicocorticoides (cortisol, em especial) na zona fasciculada. O cortisol também é produzido na zona reticular em menores quantidades. Diferentemente do eixo cortisol-ACTH, não há retroalimentação negativa significativa via androgênios adrenais.
A adrenarca, evento que marca o aumento da produção de DHEA e DHEA-S, antecede a puberdade e é responsável pela aparecimento de pelos pubianos e axilares, odor corporal e alterações na pele. Tais andrógenos adrenais podem ser covertidos enzimaticamente em hormônios mais ativos, por enzimas 17β-HSD (17β hidroxiesteroide desidrogenase), presentes em células de diversos tecidos.

## Caracterização histológica

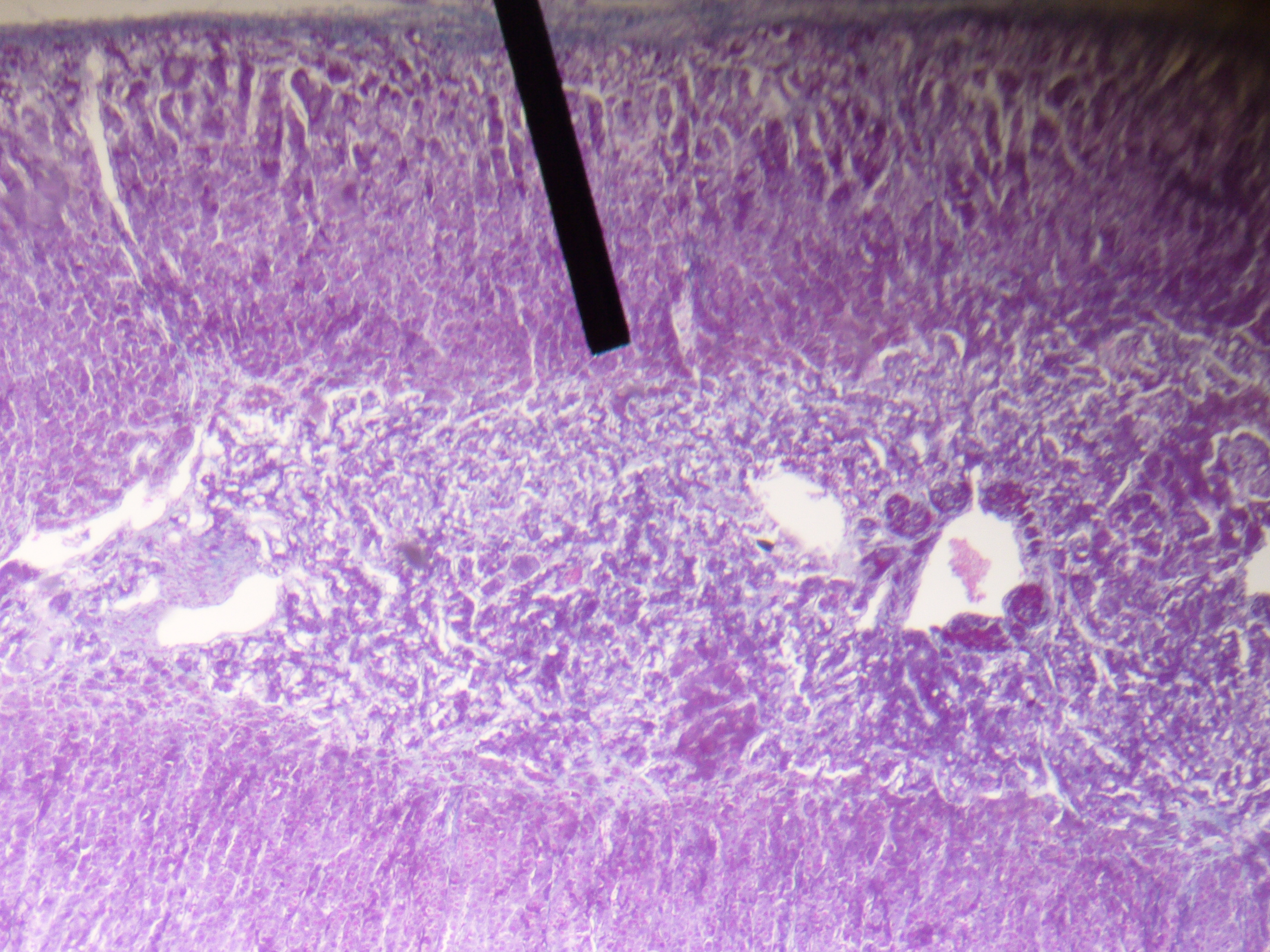
Lâmina histológica da glândula suprarrenal. A seta aponta para a zona reticular do córtex, abaixo da zona fasciculada e acima da medula adrenal.

Histologicamente, a zona reticular é formada por células menores e mais compactas do que as das zonas adjacentes. Estas células contêm núcleos esféricos, citoplasma eosinofílico e numerosas mitocôndrias de crista tubular. Estão dispostas em cordões irregulares anastomosados, entrelaçados por sinusoides capilares fenestrados. Há abundância de lipofuscina, que confere coloração mais escura à zona reticular quando comparada às demais regiões do córtex adrenal.